# Ficus prostrata
Ficus prostrata är en mullbärsväxtart som först beskrevs av Nathaniel Wallich och Friedrich Anton Wilhelm Miquel, och fick sitt nu gällande namn av Friedrich Anton Wilhelm Miquel. Ficus prostrata ingår i släktet fikonsläktet, och familjen mullbärsväxter. Inga underarter finns listade i Catalogue of Life.